# 元仲文
元仲文（6世纪—7世纪），洛州人，追尊魏平文帝拓跋郁律后裔，唐朝将领。
武德九年（626年）十月，唐太宗赐其食实封四百户。
元仲文最后官至右监门将军，封河南县公。死后，陪葬昭陵。
唐德宗年间，绘图凌烟阁。